# Raegma
Koordinaten: 58° 34′ N, 23° 18′ O
Raegma (bis 1977 Räegma) ist ein Dorf (estnisch küla) auf der drittgrößten estnischen Insel Muhu. Es gehört zur gleichnamigen Landgemeinde (Muhu vald) im Kreis Saare (Saare maakond).
Der Ort hat heute keine Einwohner mehr (Stand 31. Dezember 2011).